# Universidade José Eduardo dos Santos
A Universidade José Eduardo dos Santos (UJES) é uma universidade pública angolana sediada na cidade de Huambo.
A universidade surgiu do desmembramento do campus Huambo da Universidade Agostinho Neto em meio as reformas no ensino superior angolano ocorridas nos anos de 2008 e 2009.
Tem sua área de atuação restrita a província de Huambo.

## Origem do nome
A universidade homenageia José Eduardo Van-Dúnem dos Santos, líder anticolonial que tornou-se o terceiro presidente angolano, bem como o mais longevo chefe de Estado do país.

## Histórico
A tradição histórica da UJES está interligada com a criação dos "Estudos Gerais Universitários de Angola" (iniciados em Luanda em 1962). Em 1966 Huambo passa a sediar a "Delegação dos Estudos Gerais de Angola em Nova Lisboa", ofertando os cursos universitários de Medicina Veterinária e de Agronomia e Silvicultura. Em 1968 a Delegação de Nova Lisboa passa a ser vinculada a "Universidade de Luanda".
Em junho de 1974 o Alto-Comissário Silva Cardoso e o então Ministro da Educação do Governo de Transição desdobram a Universidade de Luanda em três universidades, com a delegação local transformando-se em Universidade de Nova Lisboa. Manuel Rui Alves Monteiro chegou a ser designado como reitor, porém essa configuração durou pouco tempo.
A partir de 1976 a "Delegação do Huambo" passa a ser vinculada a nova Universidade de Angola (atual Universidade Agostinho Neto), já no bojo da independência do país.
Em 1980 o campus dá lugar ao Instituto Superior de Ciência de Educação (ISCED) no Huambo, por decreto nº 95 de 30 de Agosto do Conselho de Ministros. O ISCED, por sua vez, fica adstrito, a partir de 1988, a uma instituição maior, o "Centro Universitário do Huambo" (CUHua)
Em 2008/2009 no âmbito do programa do Governo de Angola para o ensino superior, de acordo com o artigo 16º do decreto nº 7/09 de 12 de maio, é criada a Universidade José Eduardo dos Santos (UJES), como Instituição Pública de Ensino Superior, a partir da elevação do "Centro Universitário do Huambo"; no mesmo ato o ISCED do Huambo torna-se uma instituição autônoma desvinculada da UJES, tornando-se o Instituto Superior de Ciências da Educação do Huambo.
Pelo decreto presidencial nº 285, de 29 de outubro de 2020 — que reorganiza a Rede de Instituições de Ensino Superior Pública de Angola (RIPES) — os campi do Cuíto e Luena, antes vinculados a UJES, passaram à autonomia.

## Infraestrutura
A universidade possui as seguintes Unidades Orgânicas:

### Faculdade de Ciências Agrárias
Sediada no Huambo, a FCA congrega os seguintes cursos:
- Engenharia Florestal
- Engenharia Agronómica
  - Mestrado em Agronomia e Recursos Naturais
  - Mestrado em Produção e Tecnologia Alimentar

### Faculdade de Direito
Sediada no Huambo, a FDA congrega os seguintes cursos:
- Direito Jurídico Civil
- Direito Jurídico Económico
- Direito Jurídico Político
  - Mestrado em Direito Jurídico-Civil

### Faculdade de Economia e Contabilidade
Sediada no Huambo, a FEC congrega os seguintes cursos:
- Contabilidade e Auditoria
- Economia com Especialidade em Gestão de Empresas
  - Mestrado em Ciências Empresariais
  - Mestrado em Contabilidade, Fiscalidade e Finanças Empresariais

### Faculdade de Medicina
Sediada no Huambo, a FDM congrega o seguinte curso:
- Medicina Geral

### Faculdade de Medicina Veterinária
Sediada no Huambo, a FMV congrega os seguintes cursos:
- Medicina Veterinária
  - Mestrado em Tecnologia Alimentar

### Instituto Superior Politécnico do Huambo
Sediado no Huambo, o ISPH congrega os seguintes cursos superiores e técnicos:
- Arquitectura
- Construção Civil
- Eletromedicina
- Enfermagem
- Engenharia Electrónica e Telecomunicações
- Hidráulica
- Informática
- Laboratório Clínico
- Mecânica